# Nitzer Ebb
O Nitzer Ebb é um grupo de EBM de Chelmsford, Reino Unido. Junto com o Front 242 eles são os mais importantes do estilo.

## Discografia

### Álbuns
- Basic Pain Procedure (1983)
- That Total Age (1987)
- So Bright So Strong (1988)
- Belief (1989)
- Showtime (1990)
- As Is [EP] (1991)
- Ebbhead (1991)
- Big Hit (1995)
- Body of Work 84-97 (2006)
- Body Rework (2006)
- Industrial Complex (2010)
- In Order (Digital Box Set) (2010)
- Catalogue (Box Set) (2010)
- Compilation (Box Set) (2010)